# COVID-19-Pandemie in Trinidad und Tobago
Die COVID-19-Pandemie in Trinidad und Tobago tritt als regionales Teilgeschehen des weltweiten Ausbruchs der Atemwegserkrankung COVID-19 auf und beruht auf Infektionen mit dem Ende 2019 neu aufgetretenen Virus SARS-CoV-2 aus der Familie der Coronaviren. Die COVID-19-Pandemie breitet sich seit Dezember 2019 von China ausgehend aus. Ab dem 11. März 2020 stufte die Weltgesundheitsorganisation (WHO) das Ausbruchsgeschehen des neuartigen Coronavirus als Pandemie ein.

## Verlauf
Am 12. März 2020 wurde der erste COVID-19-Fall in Trinidad und Tobago bestätigt. Es handelte sich um einen Mann, der kürzlich in der Schweiz gewesen war. Er begab sich bereits selbst in Quarantäne, bevor Symptome von COVID-19 auftraten. Eine Kontaktverfolgung für die Passagiere des Fluges wurde durchgeführt. In den WHO-Situationsberichten tauchte dieser Fall erstmals am 14. März 2020 auf.
Am 13. März wurde ein zweiter Fall von COVID-19 von Trinidad und Tobago registriert. Der Patient war ein Mann mit unbekannter Reisegeschichte. Dieser wurde in einer Gesundheitseinrichtung vorstellig und bald darauf isoliert. Andere Personen, die mit dem Infizierten in Kontakt standen, wurden ebenfalls unter Quarantäne gestellt. Zwei weitere Fälle wurden in der Nacht des 15. März bestätigt. Ein fünfter Fall wurde am 16. März bestätigt. Am 17. und am 19. März wurden jeweils zwei weitere Infektionen bekannt.
Am 21. März wurden auf einmal 40 weitere Fälle bestätigt: Achtundsechzig Staatsangehörige reisten bereits am 5. März zu einer siebentägigen Kreuzfahrt auf dem karibischen Meer ab. Nach einem mutmaßlichen Ausbruch von COVID-19 an Bord musste die Costa Favolosa mehrere Tage vor der Küste von Guadeloupe vor Anker gehen. Die Staatsangehörigen kehrten am 17. März mit einem Charterflug von Guadeloupe nach Trinidad und Tobago zurück. Sie wurden sofort am internationalen Flughafen Piarco getestet und später in eine Quarantäneeinrichtung gebracht. Am 21. März wurde bestätigt, dass 40 der 68 unter Quarantäne gestellten Personen positiv auf COVID-19 getestet wurden, was die Gesamtzahl der bestätigten Fälle auf 49 erhöhte.
Am 25. und 26. März 2020 ereigneten sich die ersten beiden COVID-19-bedingten Todesfälle in Trinidad und Tobago.
Bis zum 5. April wurden bereits 797 Tests durchgeführt, von denen 104 positiv waren. Bis dahin kam es zu sieben Todesfällen und einer Genesung. Bis zum 13. April 2020 wurden von der WHO 112 COVID-19-Fälle und 8 Todesfälle in Trinidad und Tobago bestätigt.
Am 15. April 2020 befand sich eine Gruppe von über 40 gestrandeten Staatsbürgern in Suriname in einer verzweifelten Situation. Trotz mehrfacher Kontakte zum Konsulat und staatlicher Behörden wurden zunächst keine Pläne für deren Rückführung nach Trinidad und Tobago erstellt.

## Maßnahmen
Gesundheitsminister Terrance Deyalsingh gab Mitte März 2020 bekannt, dass Trinidad und Tobago beschlossen habe, Beschränkungen für Personen einzuführen, die aus China einreisen wollen. Personen, die in China leben oder China besucht haben, dürfen nicht nach Trinidad und Tobago einreisen, es sei denn, sie befanden sich bereits 14 Tage vor dem Versuch, nach Trinidad und Tobago zu reisen, außerhalb Chinas. Reisenden, deren Flüge aus Italien, Südkorea, Singapur, Japan, Iran, Deutschland, Spanien und Frankreich stammen, soll ebenfalls die Einreise verhindert werden.
Am 13. März kündigte Premierminister Keith Rowley an, dass Schulen und Universitäten aufgrund der Coronavirus-Pandemie landesweit für eine Woche geschlossen blieben.
Am 16. März kündigte Premierminister Keith Rowley an, dass das Land seine Grenzen für alle Personen außer den Staatsangehörigen von Trinidad und Tobago und dem Gesundheitspersonal für die nächsten 14 Tage schließen werde. Außerdem sollten Bars geschlossen und die bereits seit dem 13. März geltenden Schulschließungen bis zum 20. April verlängert werden. Die angeordneten Schließungen traten am 17. März um Mitternacht in Kraft.
Viele hinduistische Vereinigungen haben die Feierlichkeiten zu Phagwa, Navratri, Ram Navami und Hanuman Jayanti abgesagt. Viele andere Veranstaltungen wurden im März und April 2020 ebenfalls abgesagt oder verschoben.
In Gefängnissen wurden im März 2020 landesweit Beschränkungen eingeführt.
Am 21. März kündigte der nationale Sicherheitsminister Stuart Young die Schließung aller Grenzen für alle (einschließlich Staatsangehöriger und Ausländer) mit Wirkung zum Sonntag, den 22. März, um Mitternacht an. Er sagte, dass keine internationalen Flüge mehr in das Land gelangen dürften. Frachtschiffe, die Lebensmittel und Arzneimittel in das Land bringen, dürften jedoch einfahren.
Am 6. April verlängerte Premierminister Rowley die Beschränkungen bis zum 30. April. Er kündigte an, dass bis zu diesem Datum alle Restaurants geschlossen sein würden und einige Unternehmen wie Supermärkte, Bäckereien, Apotheken und Hardware die Öffnungszeiten angepasst hätten. Er sagte auch, dass die Leute in der Öffentlichkeit Gesichtsmasken tragen sollten und dass die Regierung daran arbeiten würde, Masken zu verteilen.

## Statistik
Die Fallzahlen entwickelten sich während der COVID-19-Pandemie in Trinidad und Tobago wie folgt:

### Infektionen

Bestätigte Infizierte in Trinidad und Tobago nach Daten der WHO. Oben kumuliert, unten Tageswerte

### Todesfälle

Bestätigte Todesfälle in Trinidad und Tobago nach Daten der WHO. Oben kumuliert, unten Tageswerte